# M3 Grease gun

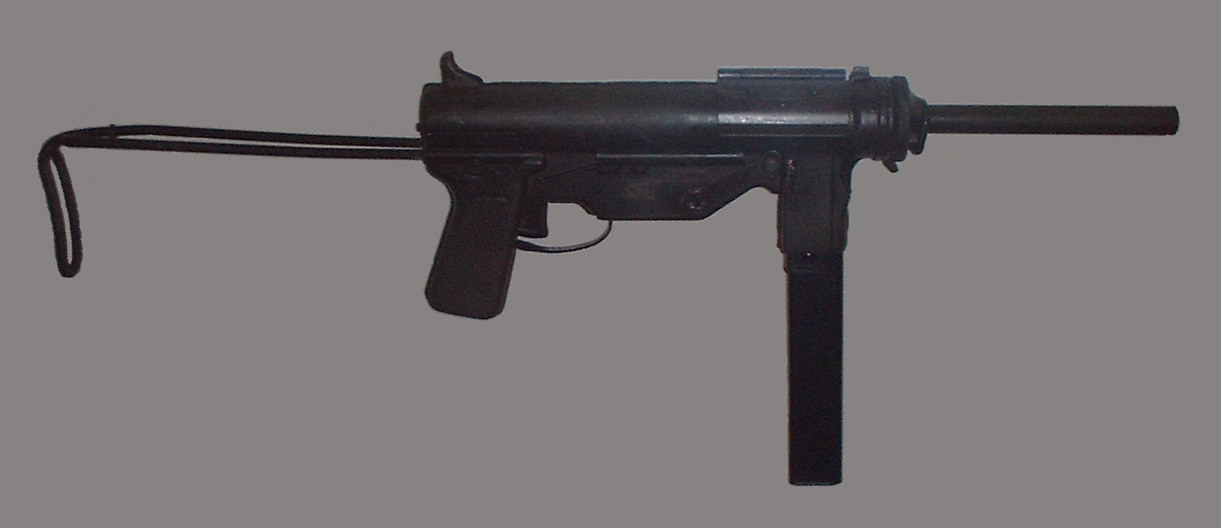
M3A1 Grease Gun

De M3 is een machinepistool, ontwikkeld in de Verenigde Staten. Van eind 1942 tot 1959 was het het standaard machinepistool van alle onderdelen van de Amerikaanse krijgsmacht, en zou tot de jaren 1990 in dienst blijven als wapen voor voertuigbemanningen.
De M3 verkreeg de bijnaam grease gun (vetspuit), vanwege de uiterlijke gelijkenis met het gelijknamige gereedschap, een spuit die gebruikt wordt om bewegende delen te smeren.

## Ontwikkeling
Toen in 1939 de Tweede Wereldoorlog begon, had Groot-Brittannië geen enkel machinepistool. Dit had men tot dan toe niet als een probleem gezien, maar nadat in o.a. de Winteroorlog duidelijk was geworden dat het een nuttig wapen was op het moderne slagveld, moest men in alle haast een groot aantal machinepistolen aanschaffen. Dit was gemakkelijker gezegd dan gedaan, aangezien het Thompson machinepistool op dat moment het enige beschikbare ontwerp was in een geallieerd land. De Thompson was een bijzonder duur en lastig te produceren wapen, daar het een groot aantal onderdelen had (zoals de afsluiter en de grendel) die met de hand gemaakt moesten worden, wat eveneens zeer tijdrovend was. Het werd al snel duidelijk dat er een vervangend ontwerp voor moest komen.
De Britten kwamen voor eigen gebruik met een aanzienlijk vereenvoudigde versie van de MP28: de Stengun, een wapen dat vrijwel geheel van gestampt staal gemaakt was, en zeer snel en goedkoop geproduceerd kon worden. Het Amerikaanse leger oordeelde echter dat het te onveilig en onbetrouwbaar was om effectief te kunnen gebruiken, en besloot zelf een vereenvoudigd machinepistool te ontwerpen.
In februari 1941 publiceerde het US ordnance department de specificaties.George Hyde en Frederik Sampson werden aangesteld om het ontwerpteam te leiden. Hyde was voorheen betrokken geweest bij de ontwikkeling van o.a. de M1 carbine en Frederik Sampson was een wapenontwerper van General Motors Corp, het bedrijf dat de productie zou verzorgen. In november 1942 werd het uitgebreid getest door het leger. In januari 1943 zou het officieel in dienst worden genomen,
Hoewel de M1 Thompson tot aan de Vietnamoorlog gebruikt zou worden, werd de productie nu officieel beëindigd. De M3 was aanzienlijk eenvoudiger te produceren, en voor de gemiddelde militair ook gemakkelijker te beheersen. In 1945 had de M3 de M1 geheel vervangen. De M14 zou in 1959 de M3 bij de infanterie vervangen, maar het zou tot aan de jaren 90 in gebruik blijven als wapen voor voertuigbemanningen, daar het aanzienlijk kleiner was dan de M14 of de M16. Het is uiteindelijk in deze rol vervangen door de M4 carbine.

## Ontwerp
De M3 bestaat feitelijk uit twee helften, die op elkaar gelast zijn en waar de kolf en het trekkermechanisme in gemonteerd zijn. Het is gekamerd voor .45 ACP (11.43×23mm), het standaard Amerikaanse pistoolkaliber van die tijd. Het gebruikt een 30-schots magazijn dat gebaseerd is op dat van de Stengun. Het heeft twee rijen patronen, die zich samenvoegen tot een enkele rij bovenaan. Dit magazijn zou de oorzaak zijn van de weinige problemen met de M3, daar het eens in de zoveel tijd kon gebeuren dat de kogels vast kwamen te zitten in het magazijn.

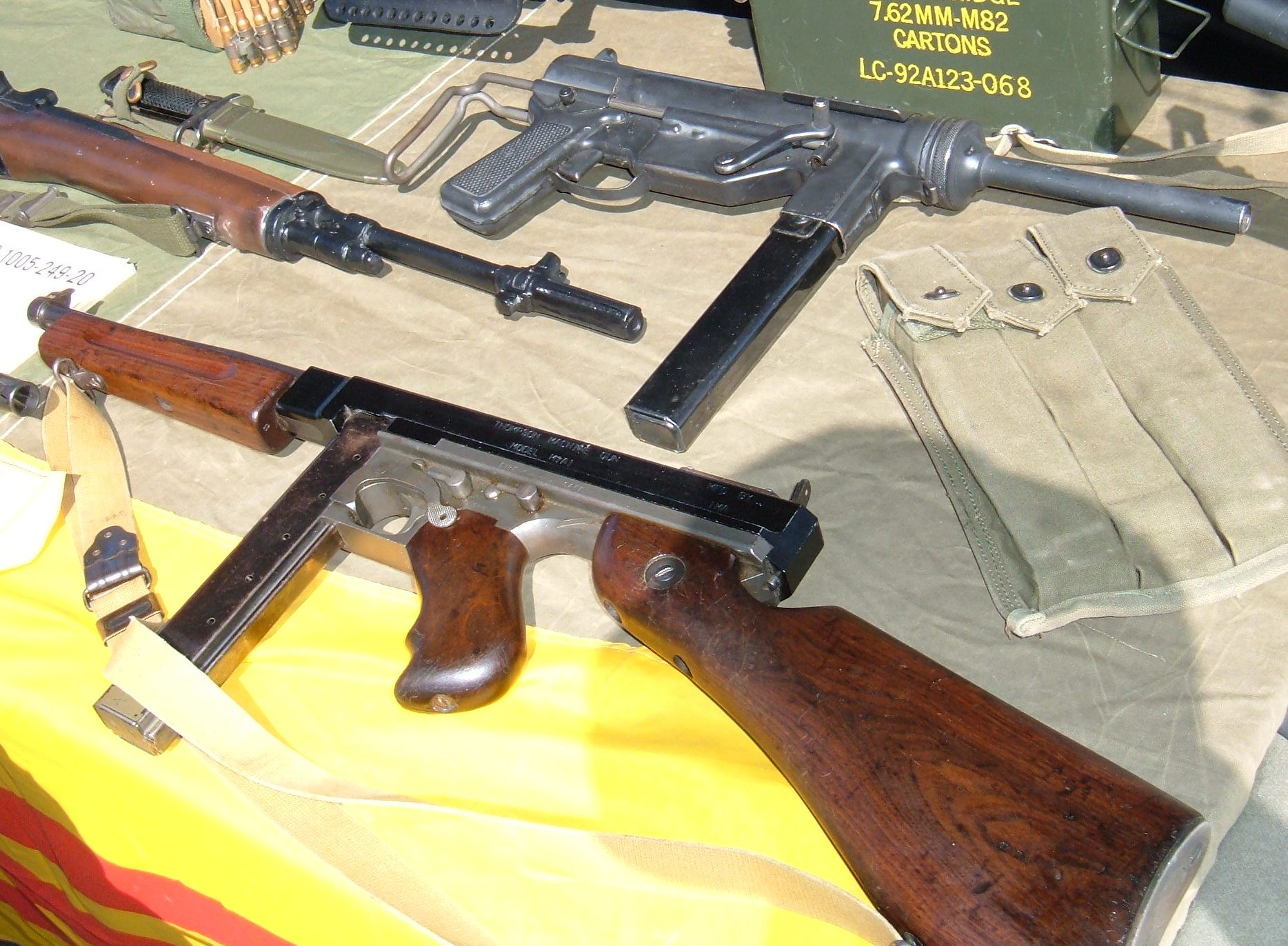
Bovenaan een M3.

Het heeft een inklapbare kolf, en gebruikte dezelfde draagband als de M1 carbine. Het hele wapen is gemaakt van gestampt staal, met uitzondering van de loop, grendel en de slagpin.
Zoals de meeste machinepistolen, werkt de M3 op directe terugslag: de gasdruk van de afgevuurde patroon duwt de grendel direct naar achteren, zonder dat hier allerlei mechanismen bij aan te pas komen zoals een gasverbinding, en zonder dat de grendel zichzelf vastzet in de kamer. Het vuurt vanaf een open grendel, wat betekent dat de grendel naar voren beweegt, een patroon in de kamer duwt, en direct vuurt zodra de patroon gekamerd is (het heeft een vaste slagpin en geen hamer). De opening om hulzen eruit te gooien zit aan de rechterkant. Boven deze opening zit een stofklepje.
Het stofklepje dient tevens als de veiligheidsspal: er zit een extra stuk metaal aan, dat de grendel blokkeert als deze naar beneden is geklapt(het maakt hierbij niet uit of de grendel naar voren of naar achteren staat). Aan de rechterkant van het wapen zit een hendeltje om de grendel over te halen.
De M3 heeft een vuursnelheid van 350-400 schoten per minuut, en vuurt alleen in volautomatisch. De lage vuursnelheid maakte het aanzienlijk eenvoudiger voor nieuwe militairen om te leren schieten, en verminderde het munitieverbruik.
Het vizier is een ring-en-korrel. Beide onderdelen zijn gemaakt van gestampt staal en zijn boven op het wapen gelast. Ze zijn afgesteld op 100 meter, en kunnen niet worden aangepast.

### M3A1
In april 1944 werd een project op gang gezet voor een verbeterde versie, bedoeld om de M3 nog eenvoudiger te maken en om een aantal problemen te verhelpen die men had gevonden.
- Het hendeltje waarmee de grendel naar achteren werd getrokken, had de neiging om aan takken, kleding en dergelijke te blijven haken en kon relatief gemakkelijk breken. Het hendeltje werd daarom verwijderd, en de grendel werd verlengd. Hier werd nu een extra opening in aangebracht, waarmee men met de duim de grendel naar achteren moest duwen. Hiervoor zijn ook de opening en het stofklepje vergroot
- In de kolf zit nu een haakje verwerkt waarmee men het magazijn gemakkelijker kan laden.
- De ring en andere kleine, dunne onderdelen zijn nu iets groter en een stuk steviger, waardoor ze minder gemakkelijk ombuigen.
- Het olieflesje aan de linkerkant is verwijderd, en er zit nu een olieflesje in de handgreep verwerkt.
- De loop is iets gemakkelijker te verwijderen.[2]